# Holochlora signata
Holochlora signata är en insektsart som beskrevs av Brunner von Wattenwyl 1891. Holochlora signata ingår i släktet Holochlora och familjen vårtbitare.

## Underarter
Arten delas in i följande underarter:
- H. s. bogoriensis
- H. s. signata